# 古島站
26°13′51.06″N 127°42′10.96″E / 26.2308500°N 127.7030444°E
古島站（日语：／ Furujima eki */?）是位於日本沖繩縣那霸市古島1丁目的沖繩都市單軌電車線車站。

## 車站構造
車站建在國道330號之上，採用了線道內較少採用的相對式側式月台2個，共提供2面2線的配置。並且與鄰站歌町站形成了連續兩個採用側式月台上落的車站。全線亦只有位於壺川站、旭橋站及首里站採用相同的配置，其他均為島式月台。月台及車站大堂間有扶手電梯及升降機連接。

### 月台配置
| 月台 | 路線                | 目的地                                 |
| ---- | ------------------- | -------------------------------------- |
| 1    | ■沖繩都市單軌電車線 | 首里、日子浦西方向                     |
| 2    | ■沖繩都市單軌電車線 | 歌町、牧志、縣廳前、小祿、那霸機場方向 |

### 車站設備
- 投幣式儲物櫃
- 公共電話
- 自動售賣機（飲品）
- 廁所
- ATM

## 歷史
- 2003年8月10日：車站啟用

## 利用狀況
| 年度 | 1日平均乗車人數 |
| ---- | --------------- |
| 2003 | 1,746           |
| 2004 | 1,766           |
| 2005 | 2,348           |
| 2006 | 2,459           |
| 2007 | 2,492           |
| 2008 | 2,382           |
| 2009 | 2,266           |
| 2010 | 2,243           |
| 2011 | 2,229           |
| 2012 | 2,284           |

## 車站附近
交通廣場
- 的士站
- 單車停泊處-免費

公共設施
- 那霸市役所新都心銘苅廳舎-徒步約10分鐘
- 那霸市IT創造館-徒步約10分鐘
- ジスタス浦添-徒步約5分鐘

教育
- 那霸市立銘苅小學-徒歩約10分鐘
- 學校法人興南學園　興南中學、高等學校 - 徒歩約5分鐘

店鋪
- ファニチャーMAX-Plus大川家具 - 徒歩約1分鐘
- タウンプラザかねひで古島店（超級市場）- 徒歩約6分鐘
- Big1古島店（百貨公司）- 徒歩約3分鐘

其他
- マリエールオークパイン（結婚場地）- 徒歩約2分鐘

道路
- 國道330號
- 沖縄縣道82號那霸糸滿線

## 巴士路線
古島站前站（國道330號）
- 88線、宜野灣線（琉球巴士交通）
- 90線、知花（側道）線（琉球巴士交通）
- 98線、琉大（側道）線（琉球巴士交通）
- 112線、國體道路線（琉球巴士交通）
- 290線、知花歌町線（琉球巴士交通）

古島巴士站（站西面的縣道82號）
- 11線、安岡宇榮原線（那霸巴士）★石嶺方面
- 55線、牧港線（琉球巴士交通）●浦添、牧港、沖繩會議中心方面
- 56線、浦添線（琉球巴士交通）●浦添方面

古島高速公路出入口巴士站（站東面的縣道82號）
- 11線、安岡宇榮原線（那霸巴士）
- 33線、糸滿西原（末吉）線（那霸巴士）

## 其他
列車到站時，會播放八重山民歌「月ぬ美しゃ」。

## 相鄰車站
沖繩都市單軌電車
■沖繩都市單軌電車線
歌町（11）－古島（12）－市立醫院前（13）

## 外部連結
- 沖繩城市單軌電車 – 古島站 （页面存档备份，存于）（日語）（英文）（繁體中文）（简体中文）